# Екити
Екити је једна од савезних држава Нигерије. Налази се на југозападу земље, а главни град државе је град Адо Екити. 
Држава Екити је формирана 1996. године. Заузима површину од 6.353 km² и има 2.737.186 становника (подаци из 2005). 